# Morina parviflora
Morina parviflora är en kaprifolväxtart som beskrevs av Grigorij Silych Karelin och Kir. Morina parviflora ingår i släktet Morina och familjen kaprifolväxter. Inga underarter finns listade i Catalogue of Life.